# Inhambu-anhangá
Inhambu-anhangá (nome científico: Crypturellus variegatus), também chamado anhanga, inambuanhanga, inamuanhanga, inhambuanhanga, nambuanhanga, poranga, sucuíra e chororão, é uma espécie de ave tinamiforme da família dos tinamídeos (Tinamidae) comumente encontrada em terras baixas de florestas úmidas em regiões subtropicais e tropicais do norte da América do Sul.

## Etimologia
O nome do gênero, Crypturellus, é formado a partir das duas palavras gregas: kruptos, que significa "coberto" ou "escondido", e oura, que significa "cauda", com o latim -ellus significando "diminutivo". Portanto, Crypturellus significa "pequena cauda escondida". O epíteto específico variegatus (ou variegata) deriva do latim variegatus, "variegado, com cores variadas", que derivou de variare, "variar, diversificar", que por sua vez derivou de varius, "diverso, variado". O vernáculo inhambu deriva do tupi ina'mbu ("ave que corre a prumo") ou, como proposto por Teodoro Sampaio em O Tupi na Geografia Nacional (TupGN), de iam'bu ("a que se levanta com estrépito"). Foi citado pela primeira vez em 1618 como jnhambu, depois ynambu em 1631 e finalmente inhambu em 1783. Anhangá, por sua vez, deriva do tupi a'ñanga ("gênio da floresta protetor da flora e da fauna"), utilizado no âmbito da mitologia tupi. Foi registrado por Hans Staden como Ingange num livro alemão de 1553, e depois apareceu como anhangas em 1663 e anhangá em 1675.

## Taxonomia
O inhambu-anhangá é uma espécie monotípica. Todos os tinamiformes são da família dos tinamídeos, e no esquema maior também são ratitas. Ao contrário de outras ratitas, os tinamiformes podem voar, embora em geral não sejam voadores fortes. Todas as ratitas evoluíram de pássaros voadores pré-históricos, e os tinamiformes são os parentes vivos mais próximos desses pássaros. Johann Friedrich Gmelin identificou pela primeira vez o inhambu-anhangá de um espécime de Caiena, Guiana Francesa, em 1789.

## Descrição
O inhambu-anhangá mede entre 28 e 31 centímetros de comprimento. Os machos pesam entre 310 e 365 g, enquanto as fêmeas variam de 354 a 423 g. É um inhambu de aparência fortemente barrada, com cabeça cinza, pescoço canela e bico longo e reto. A cabeça e a parte central da nuca apresentam coloração cinza médio a cinza fuliginoso, enquanto a testa, a coroa e, às vezes, o focinho são cinza-escuro a preto. Frequentemente há manchas ocráceas que formam uma sugestão de supercílio posterior, mais visíveis atrás da cobertura da orelha e na parte inferior da face, onde tendem a ser de um tom canela claro. O queixo varia do branco ao amarelo cremoso, desbotando para canela claro na parte posterior da garganta e assumindo um tom canela mais brilhante no pescoço e no peito - sendo mais claro no centro do peito e mais profundo, com tendência ao castanho, na região posterior do pescoço. O dorso, do manto às coberturas superiores da cauda, é marrom-sépia escuro, com barras regulares e marcantes de amarelo-bege a bege-canela; as barras claras são mais estreitas que as áreas escuras entre elas, mas não finas.
As asas superiores seguem o mesmo padrão do dorso, embora as barras se tornem mais estreitas e espaçadas nas partes externas. As membranas externas das secundárias apresentam manchas alaranjadas a amareladas, substituindo as barras. As primárias, suas coberturas e a álula são uniformemente marrom-sépia escuras. A parte inferior do corpo - incluindo coxas e coberturas infracaudais - é fortemente barrada de sépia-escuro, bege e esbranquiçado, sendo mais pálida no abdome central. A íris é marrom-escura; o bico tem coloração chifre-escuro, com a maior parte da mandíbula inferior em tom de carne córnea mais claro. As pernas variam do cinza-oliva ao amarelo-oliva. Distingue-se do inhambu-anhangaí (Crypturellus bartletti) pelo bico mais longo, tamanho maior e coloração mais viva, e do inhambu-carijó (C. brevirostris) pela cabeça cinza a preta que contrasta fortemente com o pescoço de coloração quente. Difere de ambas também pelo padrão extenso e mais uniforme no dorso e nas asas superiores. Os sexos são semelhantes. Os imaturos lembram os adultos, mas apresentam barras dorsais muito mais fracas, penas do peito com uma marca preta subapicular e ponta branca, além de partes inferiores indistintamente manchadas ou barradas de branco.

## Comportamento

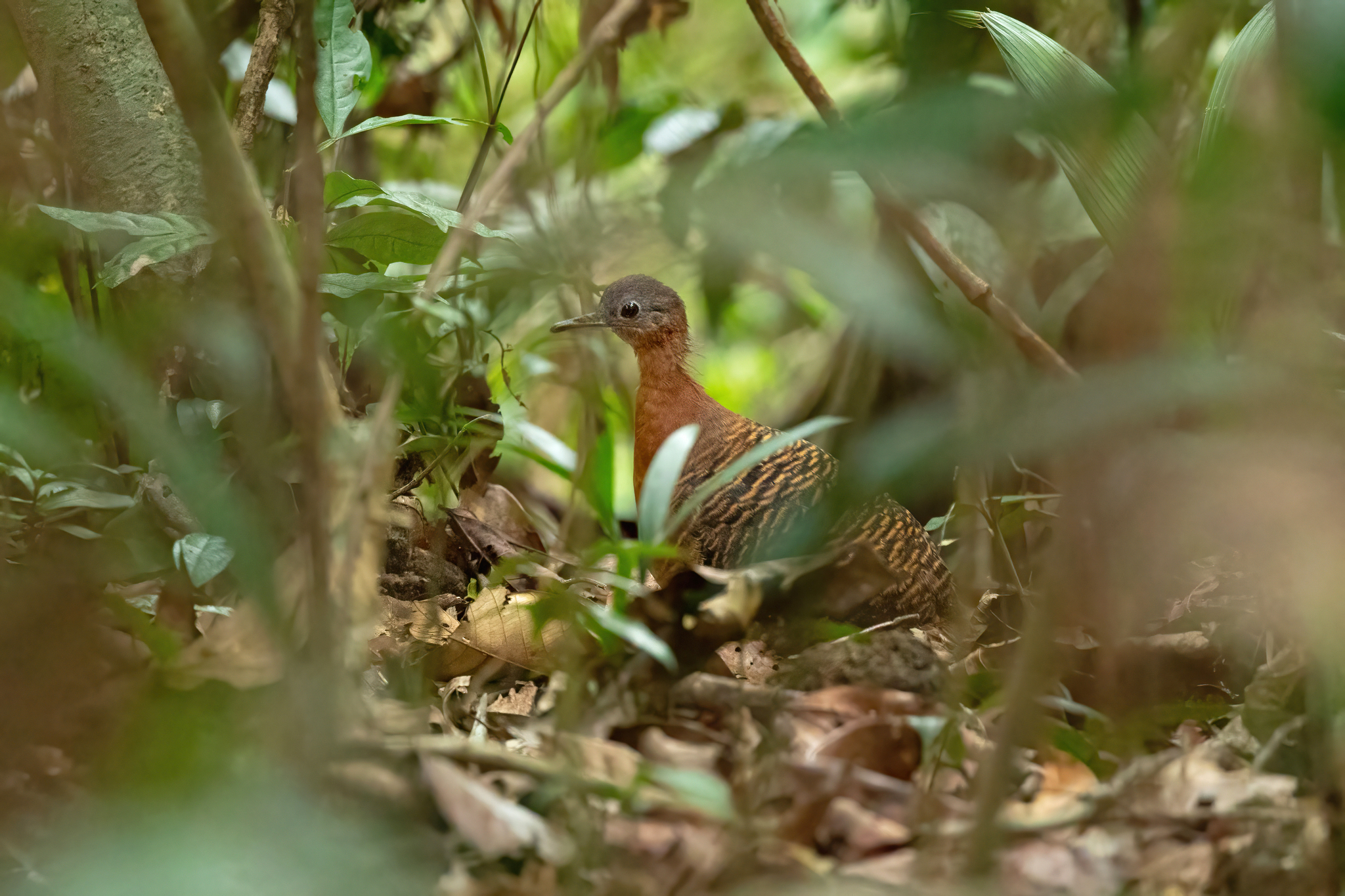
Indivíduo avistado no Peru

Como outros tinamiformes, o inhambu-anhangá come frutas do chão ou arbustos baixos. Também come pequenas quantidades de invertebrados, botões de flores, folhas tenras, sementes e raízes. Dos 50 estômagos de indivíduos de Belize, apenas quatro continham insetos, a saber, besouros (coleópteros), percevejos (hemípteros) e baratas (blatódeos). Forrageia solitariamente no solo.

### Vocalização
Emite um assobio de tom lamentoso, além de vocalizações que podem incluir uma série de cinco notas em tom uniforme ou uma sequência mais longa de notas agudas e trêmulas, com ritmo acelerado. Na Guiana, é registrado um trinado em staccato, por vezes precedido por uma nota única, suave e prolongada - que pode durar até dois segundos -, seguida por uma pausa de três a quatro segundos antes do início do trinado. Também pode emitir uma frase melancólica composta por 4 a 6 sílabas trêmulas, em que a primeira é descendente e separada das demais, que se elevam em tom. Há indícios de variação regional nas vocalizações.

### Reprodução

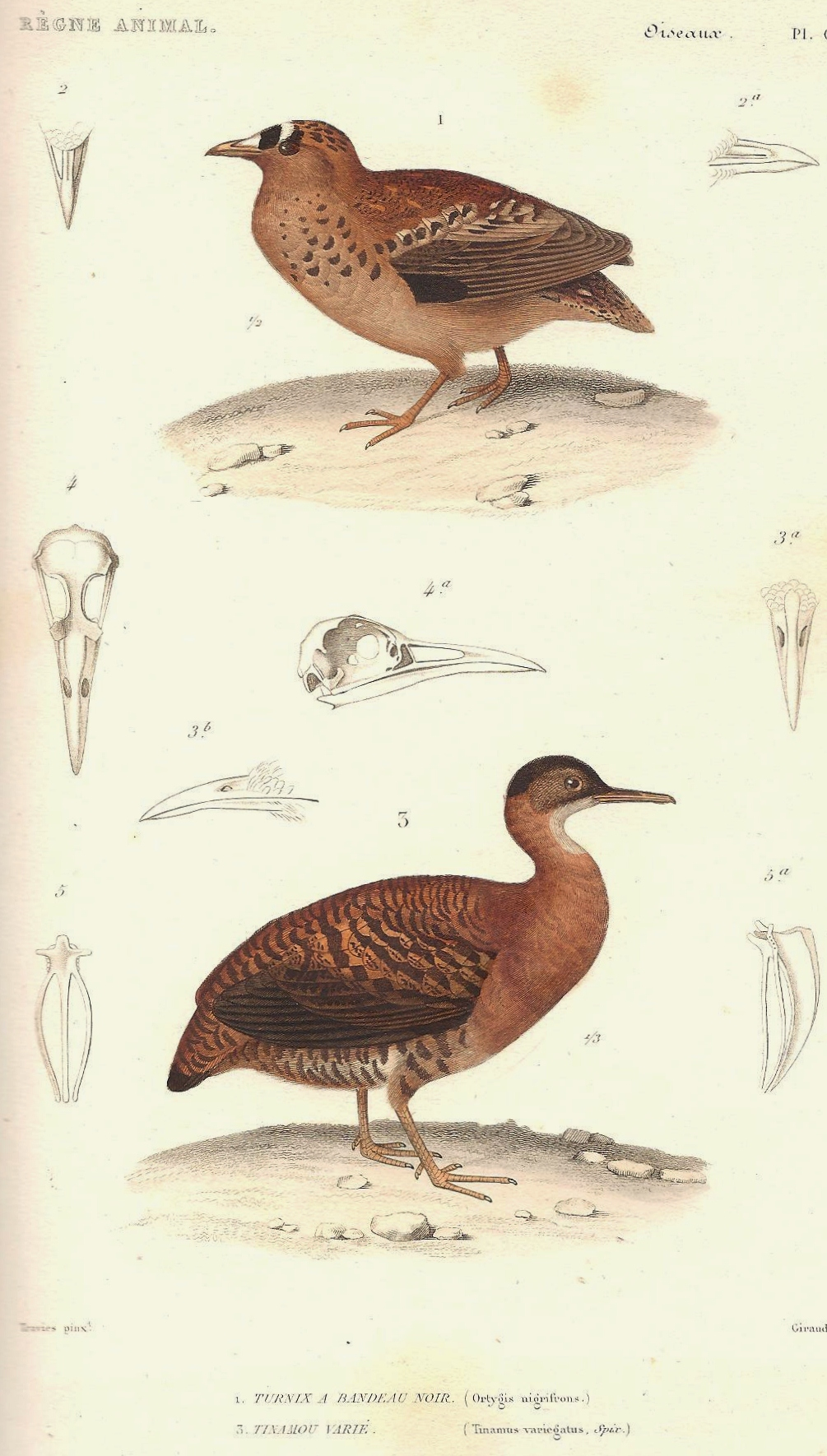
Desenho por Edouard Traviés do livro O Reino Animal Distribuído Segundo Sua Organização de Georges Cuvier (1828)

A reprodução foi registrada em abril na Venezuela e entre março e outubro, além de dezembro, na Guiana, o que sugere que possa ocorrer ao longo de todo o ano. A espécie apresenta sistema reprodutivo poliândrico: a fêmea vocaliza para atrair um macho, realiza o acasalamento, põe um único ovo e então se desloca para outro território, repetindo o processo — podendo utilizar até quatro territórios diferentes com quatro machos distintos durante uma mesma temporada. O ninho é uma depressão rasa no solo, sem qualquer revestimento. A fêmea põe um único ovo, cuja coloração é variável, indo de marrom com manchas rosa-violeta e marrom-arroxeadas a marrom-chocolate claro. A incubação é realizada pelo macho e dura cerca de 21 dias; tanto ele quanto o filhote abandonam o ninho entre 12 e 24 horas após a eclosão.

## Distribuição e habitat
O inhambu-anhangá vive em florestas úmidas de planície com vegetação rasteira densa. Prefere uma altitude de 100 a 1 300 metros (330–4 270 pés). Ocorre no sul e leste da Colômbia, sul da Venezuela, Guiana Francesa, Suriname, Guiana, Brasil, leste do Peru, leste do Equador e norte da Bolívia. No Brasil, ocorre nos estados do Acre, Amapá, Amazonas, Bahia, Espírito Santo, Maranhão, Mato Grosso, Pará, Rio de Janeiro, Rondônia e Roraima, nos biomas da Amazônia e Mata Atlântica. Em termos hidrográficos, está presente nas sub-bacias do Araguaia, do Contas, do Doce, da foz do Amazonas, do Gurupi, do Itapecuru, do Paraguaçu, do Madeira, do Negro, do Paru, do Purus, do Solimões, do Tapajós, do Baixo Tocantins, do Trombetas e do Xingu.

## Conservação
O inhambu-anhangá está listado como menos preocupante na Lista Vermelha da União Internacional para a Conservação da Natureza (UICN / IUCN), com uma faixa de ocorrência de 5 400 000 quilômetros quadrados (2 100 000 milhas quadradas). Em 2005, foi classificado como em perigo na Lista de Espécies da Fauna Ameaçadas do Espírito Santo; em 2010, como em perigo na Lista de Espécies Ameaçadas de Extinção da Fauna do Estado de Minas Gerais; e em 2018, como pouco preocupante na Lista Vermelha do Livro Vermelho da Fauna Brasileira Ameaçada de Extinção do Instituto Chico Mendes de Conservação da Biodiversidade (ICMBio) e criticamente em perigo na Lista das Espécies da Fauna Ameaçadas de Extinção no Estado do Rio de Janeiro.

### Áreas de conservação
O inhambu-anhangá ocorre em várias áreas de conservação:
Área de Proteção Ambiental (APA)
- Barra do Rio Mamanguape
- Conceição da Barra
- Murici
- Presidente Figueiredo – Caverna do Moroaga
- Lago de Tucuruí
- Margem Esquerda do Rio Negro – Setor Aturiá-Apuauzinho
- Margem Esquerda do Rio Negro – Setor Tarumã Açu-Tarumã Mirim
- Santo Antônio
- Xeriuini
- Petrópolis

Área de Relevante Interesse Ecológico (ARIE)
- Projeto Dinâmica Biológica de Fragmentos Florestais

Estação Ecológica (ESEC)
- Maracá
- Murici
- Niquiá
- Grão-Pará

Floresta Nacional (Flona)
- Amaná
- Amapá
- Amazonas
- Carajás
- Tapajós
- Jamanxim
- Pacotuba
- Pau-Rosa
- Saracá-Taquera
- Tapirapé-Aquiri

Parque Nacional (PARNA)
- Amazônia
- Anavilhanas
- Serra dos Órgãos
- Cabo Orange
- Descobrimento
- Monte Pascoal
- Viruá
- Jaú
- Mapinguari
- Montanhas do Tumucumaque
- Serra da Cutia
- Serra das Lontras
- Serra do Divisor

Reserva Biológica (Rebio)
- Sooretama
- Una
- Gurupi
- Jaru
- Tapirapé
- Uatumã
- União

Reserva Extrativista (Resex)
- Rio Cajari

Reserva Particular do Patrimônio Natural (RPPN)
- Adão e Eva
- Fazenda Córrego da Luz
- Fazenda Panema
- Fazenda Sayonara
- Laço de Amor
- Lote Cristalino
- Seringal Assunção

Floresta Estadual (Flota)
- Amapá
- Paru
- Trombetas

Parque Estadual (PE)
- Serra do Aracá
- Serra Ricardo Franco

Terra Indígena (TI)
- Barra Velha
- Kararaô
- Mamoadate
- Parque do Tumucumaque
- São Marcos
- Sarauá
- Uaçá
- Yanomami
- Zoe